# 第73回英国アカデミー賞
第73回英国アカデミー賞（だい73かいえいこくアカデミーしょう）は、2019年の映画を対象としており、2020年2月2日にロンドンのロイヤル・アルバート・ホールで授賞式が行われた。

## 受賞とノミネート
ノミネートは2020年1月7日に発表された。太字が受賞。

### フェローシップ賞
- キャスリーン・ケネディ

### 功労賞
- アンディ・サーキス

| 作品賞 | 監督賞 |
| --- | --- |
| - 『1917 命をかけた伝令』 - 『アイリッシュマン』 - 『ジョーカー』 - 『ワンス・アポン・ア・タイム・イン・ハリウッド』 - 『パラサイト 半地下の家族』 | - サム・メンデス - 『1917 命をかけた伝令』 - ポン・ジュノ - 『パラサイト 半地下の家族』 - トッド・フィリップス - 『ジョーカー』 - マーティン・スコセッシ - 『アイリッシュマン』 - クエンティン・タランティーノ - 『ワンス・アポン・ア・タイム・イン・ハリウッド』                                      |
| 主演男優賞 | 主演女優賞 |
| - ホアキン・フェニックス - 『ジョーカー』 - レオナルド・ディカプリオ - 『ワンス・アポン・ア・タイム・イン・ハリウッド』 - アダム・ドライバー - 『マリッジ・ストーリー』 - タロン・エガートン - 『ロケットマン』 - ジョナサン・プライス - 『2人のローマ教皇』 | - レネー・ゼルウィガー - 『ジュディ 虹の彼方に』 - ジェシー・バックリー - 『ワイルド・ローズ』 - スカーレット・ヨハンソン - 『マリッジ・ストーリー』 - シアーシャ・ローナン - 『ストーリー・オブ・マイライフ/わたしの若草物語』 - シャーリーズ・セロン - 『スキャンダル』                              |
| 助演男優賞 | 助演女優賞 |
| - ブラッド・ピット - 『ワンス・アポン・ア・タイム・イン・ハリウッド』 - トム・ハンクス - 『幸せへのまわり道』 - アンソニー・ホプキンス - 『2人のローマ教皇』 - アル・パチーノ - 『アイリッシュマン』 - ジョー・ペシ - 『アイリッシュマン』 | - ローラ・ダーン - 『マリッジ・ストーリー』 - スカーレット・ヨハンソン - 『ジョジョ・ラビット』 - フローレンス・ピュー - 『ストーリー・オブ・マイライフ/わたしの若草物語』 - マーゴット・ロビー - 『スキャンダル』 - マーゴット・ロビー - 『ワンス・アポン・ア・タイム・イン・ハリウッド』             |
| オリジナル脚本賞 | 脚色賞 |
| - ポン・ジュノ、ハン・チンウォン - 『パラサイト 半地下の家族』 - ノア・バームバック - 『マリッジ・ストーリー』 - スザンナ・フォーゲル、エミリー・ハルパーン、サラ・ハスキンス、ケイティ・シルバーマン - 『ブックスマート 卒業前夜のパーティーデビュー』 - ライアン・ジョンソン - 『ナイブズ・アウト/名探偵と刃の館の秘密』 - クエンティン・タランティーノ - 『ワンス・アポン・ア・タイム・イン・ハリウッド』 | - タイカ・ワイティティ - 『ジョジョ・ラビット』 - グレタ・ガーウィグ - 『ストーリー・オブ・マイライフ/わたしの若草物語』 - アンソニー・マクカーテン - 『2人のローマ教皇』 - トッド・フィリップス、スコット・シルヴァー - 『ジョーカー』 - スティーヴン・ザイリアン - 『アイリッシュマン』              |
| 英国作品賞 | 新人賞 |
| - 『1917 命をかけた伝令』 - 『Bait』 - 『娘は戦場で生まれた』 - 『ロケットマン』 - 『家族を想うとき』 - 『2人のローマ教皇』 | - マーク・ジェンキン、Kate Byers、Linn Waite - 『Bait』 - Waad Al-Kateab、エドワード・ワッツ - 『娘は戦場で生まれた』 - Alex Holmes - 『Maiden』 - ハリー・ウートリフ - 『Only You』 - Álvaro Delgado-Aparicio - 『Retablo』                                                                           |
| 撮影賞 | 編集賞 |
| - ロジャー・ディーキンス - 『1917 命をかけた伝令』 - ロドリゴ・プリエト - 『アイリッシュマン』 - ローレンス・シャー - 『ジョーカー』 - フェドン・パパマイケル - 『フォードvsフェラーリ』 - ジェアリン・ブラシュケ - 『ライトハウス』 | - 『フォードvsフェラーリ』 - 『アイリッシュマン』 - 『ジョジョ・ラビット』 - 『ジョーカー』 - 『ワンス・アポン・ア・タイム・イン・ハリウッド』 |
| 衣裳デザイン賞 | プロダクションデザイン賞 |
| - 『ストーリー・オブ・マイライフ/わたしの若草物語』 - 『アイリッシュマン』 - 『ジョジョ・ラビット』 - 『ジュディ 虹の彼方に』 - 『ワンス・アポン・ア・タイム・イン・ハリウッド』 | - 『1917 命をかけた伝令』 - 『アイリッシュマン』 - 『ジョジョ・ラビット』 - 『ジョーカー』 - 『ワンス・アポン・ア・タイム・イン・ハリウッド』 |
| メイクアップ&ヘア賞 | 作曲賞 |
| - Vivian Baker、カズ・ヒロ、Anne Morgan - 『スキャンダル』 - Naomi Donne、Tristan Versluis - 『1917 命をかけた伝令』 - Kay Georgiou、Nicki Ledermann - 『ジョーカー』 - Jeremy Woodhead - 『ジュディ 虹の彼方に』 - Lizzie Yianni Georgiou、Barrie Gower、Tapio Salmi - 『ロケットマン』 | - ヒドゥル・グドナドッティル - 『ジョーカー』 - トーマス・ニューマン - 『1917 命をかけた伝令』 - マイケル・ジアッチーノ - 『ジョジョ・ラビット』 - アレクサンドル・デスプラ - 『ストーリー・オブ・マイライフ/わたしの若草物語』 - ジョン・ウィリアムズ - 『スター・ウォーズ/スカイウォーカーの夜明け』 |
| 音響賞 | 特殊視覚効果賞 |
| - 『1917 命をかけた伝令』 - 『ジョーカー』 - 『フォードvsフェラーリ』 - 『ロケットマン』 - 『スター・ウォーズ/スカイウォーカーの夜明け』 | - 『1917 命をかけた伝令』 - 『アベンジャーズ/エンドゲーム』 - 『アイリッシュマン』 - 『ライオン・キング』 - 『スター・ウォーズ/スカイウォーカーの夜明け』 |
| 非英語作品賞 | ドキュメンタリー賞 |
| - 『パラサイト 半地下の家族』 - 『フェアウェル』 - 『娘は戦場で生まれた』 - 『ペイン・アンド・グローリー』 - 『燃ゆる女の肖像』 | - 『娘は戦場で生まれた』 - 『アメリカン・ファクトリー』 - 『アポロ11 完全版』 - 『Diego Maradona』 - 『グレート・ハック: SNS史上最悪のスキャンダル』 |
| アニメ映画賞 | 短編アニメ賞 |
| - 『クロース』 - 『アナと雪の女王2』 - 『映画 ひつじのショーン UFOフィーバー!』 - 『トイ・ストーリー4』 | - 『Grandad Was a Romantic』 - 『In Her Boots』 - 『The Magic Boat』 |
| 短編実写賞 | キャスティング賞 |
| - 『Learning to Skateboard in a Warzone (If You're a Girl)』 - 『Azaar』 - 『Goldfish』 - 『Kamali』 - 『The Trap』 | - 『ジョーカー』 - 『マリッジ・ストーリー』 - 『ワンス・アポン・ア・タイム・イン・ハリウッド』 - 『どん底作家の人生に幸あれ!』 - 『2人のローマ教皇』 |
| EEライジング・スター賞 | |
| - マイケル・ウォード - オークワフィナ - ケイトリン・ディーヴァー - ケルヴィン・ハリソン・Jr - ジャック・ロウデン | |

## 複数部門でのノミネート・受賞
| ノミネート数 | 作品                                              |
| ------------ | ------------------------------------------------- |
| 11           | 『ジョーカー』                                    |
| 10           | 『アイリッシュマン』                              |
| 10           | 『ワンス・アポン・ア・タイム・イン・ハリウッド』  |
| 9            | 『1917 命をかけた伝令』                           |
| 6            | 『ジョジョ・ラビット』                            |
| 5            | 『ストーリー・オブ・マイライフ/わたしの若草物語』 |
| 5            | 『マリッジ・ストーリー』                          |
| 5            | 『2人のローマ教皇』                               |
| 4            | 『娘は戦場で生まれた』                            |
| 4            | 『パラサイト 半地下の家族』                       |
| 4            | 『ロケットマン』                                  |
| 3            | 『スキャンダル』                                  |
| 3            | 『ジュディ 虹の彼方に』                           |
| 3            | 『フォードvsフェラーリ』                          |
| 3            | 『スター・ウォーズ/スカイウォーカーの夜明け』     |
| 2            | 『Bait』                                          |

| 受賞数 | 作品                        |
| ------ | --------------------------- |
| 7      | 『1917 命をかけた伝令』     |
| 3      | 『ジョーカー』              |
| 2      | 『パラサイト 半地下の家族』 |